# 李春華 (明朝)
李春華（？—？），字邦偉，福建莆田縣人，明朝政治人物，賜特用進士出身。

## 生平
崇禎六年（1633年）癸酉科福建鄉試舉人，崇禎十五年（1642年）壬午科賜特用出身，官饒平知縣。